# Mittaghorn (Alpi Bernesi)
Il Mittaghorn (3.892 m s.l.m.) è una montagna delle Alpi Bernesi. Si trova lungo la linea di confine tra gli svizzeri Canton Berna e Canton Vallese.

## Descrizione
Sul suo versante sud prende forma il Langgletscher. La via normale di salita parte dal rifugio Hollandiahütte.